# Garie
Kang Hee Gun (Hangul:강희건, Hanja: 姜熙建; Seúl, 24 de febrero de 1978), más conocido como Gary o Garie (개리), es un rapero, letrista, compositor y productor surcoreano, conocido por ser miembro de "Leessang" y por haber participado en el programa de variedades Running Man.

## Biografía
Es 8.º dan en taekwondo y cinta negra en hapkido.
A principios de abril de 2017, anunció que se había casado. El 17 de noviembre de 2017 se anunció que la pareja le había dado la bienvenida a su primer hijo juntos, Haoh.

## Carrera
Es fundador del "Leessang Company". 
Garie es miembro del dúo de hip hop "Leessang". 
En 2010 se unió al elenco principal del exitoso programa de televisión surcoreano Running Man (también conocido como "Leonning maen") donde apareció hasta el 2016; su último episodio fue el no. 324, sin embargo regresó como invitado durante los episodios no. 325 y no. 336.

## Filmografía

### Aparición en programas de variedades
| Año         | Programa                               | Notas                                  |
| ----------- | -------------------------------------- | -------------------------------------- |
| 2021        | Law of the Jungle in Ulleungdo & Dokdo | (Ep. #427-429) - miembro               |
| 2020        | The Return of Superman                 | (ep. 315–362) - miembro                |
| 2010 - 2016 | Running Man                            | 324 episodios - miembro                |
| 2015, 2016  | Hurry Up, Brother                      | 2 episodios (#1.05 y #4.05) - invitado |
| 2015        | Day Day Up                             | junto a Song Ji-hyo - invitado         |

### Series de televisión
| Año  | Título                   | Personaje | Notas  |
| ---- | ------------------------ | --------- | ------ |
| 2015 | The Girl Who Sees Smells | El mismo  | ep. #1 |
| 2014 | Emergency Couple         | Taxista   | ep. #6 |

## Discografía

### Álbumes
- 《Leessang Unplugged》
- 《AsuRa BalBalTa》
- 《HEXAGONAL》
- 《Baekahjeolhyun (伯牙絶絃, 백아절현)》
- 《Black Sun》
- 《Library Of Soul》
- 《Leessang Special》
- 《Jae, Gyebal (재,계발)》
- 《Leessang Of Honey Family》

## Premios y nominaciones
| Año  | Categoría                                         | Premio                      | Nominado (a)         | Resultado |
| ---- | ------------------------------------------------- | --------------------------- | -------------------- | --------- |
| 2015 | Top Excellence Award - Variety Show               | 9th SBS Entertainment Award | Running Man          | Ganó      |
| 2015 | Best Couple (junto a Song Ji-hyo)                 | 9th SBS Entertainment Award | Running Man          | Nominados |
| 2014 | Best Couple (junto a Song Ji-hyo)                 | 10th Soompi Award           | Running Man          | Ganaron   |
| 2014 | Best Kiss (junto a Song Ji-hyo)                   | 2nd Annual DramaFever Award | Running Man          | Ganaron   |
| 2014 | Best Couple Not Meant To Be (junto a Song Ji-hyo) | 2nd Annual DramaFever Award | Running Man          | Nominados |
| 2013 | Best Couple (junto a Song Ji-hyo)                 | NATE Award                  | Running Man          | Ganaron   |
| 2013 | Best Couple (junto a Song Ji-hyo)                 | 7th SBS Entertainment Award | Running Man          | Nominados |
| 2013 | Viewer's Most Popular                             | 7th SBS Entertainment Award | Running Man (elenco) | Ganaron   |
| 2012 | Outstanding Award: Variety Category               | 6th SBS Entertainment Award | Running Man          | Ganó      |
| 2010 | Variety New Star                                  | 4th Annual DramaFever Award | Running Man          | Ganó      |